# Podhájska
Podhájska (Hongaars:Bellegszencse) is een Slowaakse gemeente in de regio Nitra, en maakt deel uit van het district Nové Zámky.
Podhájska telt 1152 inwoners.